# Maciej Lewenstein
Maciej Lewenstein (* 21. September 1955 in Warschau) ist ein polnischer theoretischer Physiker, der sich mit Quantenoptik befasst.
Lewenstein erwarb 1978 sein Diplom in theoretischer Physik an der Universität Warschau, war danach am neu gegründeten Zentrum für Theoretische Physik (CTP) der Polnischen Akademie der Wissenschaften, wo er unter Kazimierz Rzążewski seine Dissertation begann, die er an der Universität Essen bei Fritz Haake 1983 vollendete. Als Post-Doktorand blieb er bei Haake in Essen und ging dann an das CTP zurück. 1986 habilitierte er sich in Warschau und war danach drei Jahre bei Roy Glauber an der Harvard University. 1992 war er am CEA in Saclay bei Anne L’Huillier am Service des Photons Atomes et Molécules (SPAM), 1993 war er Gastwissenschaftler am Joint Institute for Laboratory Astrophysics at Boulder (JILA) bei Peter Zoller und Eric Cornell und 1994 war er am Institute of Theoretical Atomic and Molecular Physics (ITAMP) am Harvard-Smithsonian Center for Astrophysics. Ab 1995 war er wieder drei Jahre am SPAM in Saclay. Von 1998 bis 2005 war er Professor an der Leibniz-Universität Hannover. Seit 2005 ist er Professor des Katalanischen Instituts für Forschung und höhere Studien (ICREA) am Institut de Ciències Fotòniques (ICFO) in Castelldefels bei Barcelona. Er leitet dort die Quantenoptik-Gruppe.
Er befasst sich mit Bose-Einstein-Kondensaten, Quanteninformationstheorie und Grundlagen der Quantenmechanik, Quantenoptik (z. B. Hohlraum-Quantenelektrodynamik, Attosekunden-Laserpuls-Physik, Wechselwirkung hochintensiver Laserstrahlen mit Materie) und statistischer Physik ungeordneter Systeme (mit Anwendung auf neuronale Netze). Mit L’Huillier benutzte er 1996 höhere Harmonische (HHG) zur Erzeugung von Attosekunden-Pulsen.
Er untersucht theoretisch die Verwendung von Atomen in optischen Gittern zur Simulation von Quanten-Vielteilchensystemen, darunter auch nichtabelschen Eichtheorien mit Anwendungen in Elementarteilchen- und Festkörperphysik.
Mit Jens Eisert und Martin Wilkens war er ein Pionier der Quanten-Spieltheorie. Mit Ignacio Cirac untersuchte er Verschränkungs-Perkolation in Quantennetzwerken.
2004 wurde er Fellow der American Physical Society (APS). 2007 erhielt er den Humboldt-Forschungspreis und 2008, 2013 und 2019 jeweils einen ERC Advanced Grant. 2010 erhielt er den Hamburger Preis für Theoretische Physik der Joachim Herz Stiftung. 2011 erhielt er den höchsten polnischen Forschungspreis (Prize of the Foundation of Polish Science), den Gutenberg-Forschungspreis der Universität Mainz und den EPS Preis für Quantenoptik und Elektronik. 2014 und 2015 wurde er bei den Thomson Reuters Highly Cited Researchers gelistet. 2018 wurde er Mitglied der Academia Europaea. 2016 erhielt er den Willis-E.-Lamb-Preis.
Er sammelt Jazz-Platten und veröffentlichte 2015 eine Diskographie polnischer Jazzaufnahmen.

## Schriften
- mit Anna Sanpera, Veronica Ahufinger: Ultracold atoms in optical lattices: Simulating quantum many-body systems, Oxford University Press 2012